# Curticantharis capacis
Curticantharis capacis es una especie extinta de coleóptero de la familia Cantharidae, la cual fue descrita científicamente por Jun-Feng Zhang en 1989; a partir de un exoesqueleto, el holotipo número 820289 de la colección 3. El cual fue hallado sobre sedimentos de lutita, provenientes de un ambiente lacustre del Mioceno, en el Parque nacional geológico de Shanwang de Linqu, China.

## Características
Su dimensiones son 15,4 x 5,4 mm y su edad estimada es de entre 11,608 y 15,97 millones de años.

## Tipos
- Curticantharis capacis
- Curticantharis thermophila
- Curticantharis trapezialis